# Liste der Deutschen Meister im 60-Meter-Lauf bzw. im 50-, 55- oder 70-Meter-Lauf
Die Liste der Deutschen Meister im 60-Meter-Lauf bzw. im 50-, 55- oder 70-Meter-Lauf enthält alle Leichtathleten und Leichtathletinnen, die den kürzesten Sprintwettbewerb bei den vom Deutschen Leichtathletik-Verband veranstalteten Deutschen Leichtathletik-Hallenmeisterschaften bzw. vom DVfL veranstalteten DDR-Leichtathletik-Hallenmeisterschaften gewannen. Variierte die Streckenlänge bei den ersten Hallenmeisterschaften noch zwischen 50 und 70 Metern, so beträgt sie seit 1980 immer 60 Meter.

## Deutsche Meisterschaften (DLV)
| Jahr | Strecke | Herren                                                 | T [s] | Damen                                                       | T [s] |
| ---- | ------- | ------------------------------------------------------ | ----- | ----------------------------------------------------------- | ----- |
| 1954 | 70 m    | Heinz Fütterer (Karlsruher SC)                         | 7,7   | Irmgard Egert (Eintracht Frankfurt)                         | 8,9   |
| 1955 | 60 m    | Heinz Fütterer (Karlsruher SC)                         | 6,5   | Erika Fisch (MTV Osterode)                                  | 7,8   |
| 1956 | 70 m    | Adolf Kluck (SV Bayer 04 Leverkusen)                   | 7,6   | Charlotte Böhmer (OSV Hörde)                                | 8,9   |
| 1957 | 60 m    | Erhard Maletzki (TuS Eving-Lindenhorst)                | 6,9   | Renate Nitschke (OSV Hörde)                                 | 7,4   |
| 1958 | 50 m    | Erhard Maletzki (TuS Eving-Lindenhorst)                | 5,8   | Inge Fuhrmann (SC Charlottenburg)                           | 6,5   |
| 1959 | 70 m    | Armin Hary (SV Bayer 04 Leverkusen)                    | 7,5   | Anni Biechl (PSV München)                                   | 8,8   |
| 1960 | 50 m    | Bernd Cullmann (ASV Köln)                              | 5,6   | Liesel Jakobi (ATSV Saarbrücken)                            | 6,4   |
| 1961 | 60 m    | Bernd Cullmann (ASV Köln)                              | 6,6   | Renate Junker (Rheydter TV 1847)                            | 7,6   |
| 1962 | 50 m    | Hans-Joachim Oswald (SV Bayer 04 Leverkusen)           | 5,8   | Renate Bronnsack (USC Heidelberg)                           | 6,4   |
| 1963 | 60 m    | Heinz Schumann (Werder Bremen)                         | 6,7   | Elisabeth Luxenburger, geb. Jakobi (SV Saar 05 Saarbrücken) | 7,6   |
| 1964 | 50 m    | Jürgen Schüttler (ASV Köln)                            | 5,6   | Gudrun Lenze (Hamburger SV)                                 | 6,4   |
| 1965 | 60 m    | Gerd Metz (USC Mainz)                                  | 6,7   | Dorothee Sander (USC Mainz)                                 | 7,5   |
| 1966 | 50 m    | Jürgen Schneider (SV Bayer 04 Leverkusen)              | 5,8   | Dorothee Sander (TuS 04 Leverkusen)                         | 6,4   |
| 1967 | 60 m    | Karl-Peter Schmidtke (DHC Hannover)                    | 6,6   | Erika Rost (FC Schalke 04)                                  | 7,4   |
| 1968 | 60 m    | Jobst Hirscht (SV Polizei Hamburg)                     | 6,5   | Hannelore Trabert (OSC Berlin)                              | 7,4   |
| 1969 | 50 m    | Gerhard Wucherer (TSV 1860 München)                    | 5,6   | Bärbel Hähnle (VfR Achern)                                  | 6,4   |
| 1970 | 50 m    | Horst Schiebe (1. FC Kaiserslautern)                   | 5,7   | Annegret Irrgang (TV Brechten)                              | 6,4   |
| 1971 | 50 m    | Jobst Hirscht (SV Polizei Hamburg)                     | 5,64  | Annegret Irrgang (LG Brechten-Brambauer)                    | 6,21  |
| 1972 | 60 m    | Gerhard Wucherer (USC Mainz)                           | 6,6   | Annegret Richter, geb. Irrgang (OSC Dortmund)               | 7,2   |
| 1973 | 50 m    | Hans-Georg Teisner (LG Braunschweig)                   | 5,84  | Annegret Richter, geb. Irrgang (OSC Dortmund)               | 6,30  |
| 1974 | 60 m    | Manfred Ommer (SV Bayer 04 Leverkusen)                 | 6,84  | Annegret Richter, geb. Irrgang (OSC Dortmund)               | 7,32  |
| 1975 | 60 m    | Heinz Busche (Jugend 07 Bergheim)                      | 6,78  | Annegret Richter, geb. Irrgang (OSC Dortmund)               | 7,29  |
| 1976 | 60 m    | Karlheinz Weisenseel (LG Frankfurt)                    | 6,75  | Elvira Possekel (LG Bonn-Troisdorf)                         | 7,33  |
| 1977 | 60 m    | Heinz Busche (Jugend 07 Bergheim)                      | 6,79  | Annegret Richter, geb. Irrgang (OSC Dortmund)               | 7,27  |
| 1978 | 60 m    | Werner Bastians (TV Wattenscheid)                      | 6,77  | Elvira Possekel (SV Bayer 04 Leverkusen)                    | 7,39  |
| 1979 | 50 m    | Dieter Gebhard (Salamander Kornwestheim)               | 5,87  | Annegret Richter, geb. Irrgang (OSC Dortmund)               | 6,28  |
| 1980 | 60 m    | Werner Bastians (TV Wattenscheid)                      | 6,68  | Monika Hirsch (USC Mainz)                                   | 7,41  |
| 1981 | 60 m    | Christian Haas (LAC Quelle Fürth)                      | 6,63  | Heidi-Elke Gaugel (VfL Sindelfingen)                        | 7,36  |
| 1982 | 60 m    | Christian Haas (LAC Quelle Fürth)                      | 6,64  | Heidi-Elke Gaugel (VfL Sindelfingen)                        | 7,28  |
| 1983 | 60 m    | Christian Haas (LAC Quelle Fürth)                      | 6,64  | Heidi-Elke Gaugel (VfL Sindelfingen)                        | 7,34  |
| 1984 | 60 m    | Christian Haas (LAC Quelle Fürth)                      | 6,55  | Edith Oker (LG Bayer Leverkusen)                            | 7,31  |
| 1985 | 60 m    | Christian Haas (LAC Quelle Fürth)                      | 6,60  | Ute Thimm, geb. Finger (TV Wattenscheid)                    | 7,31  |
| 1986 | 60 m    | Christian Haas (LAC Quelle Fürth)                      | 6,61  | Heidi-Elke Gaugel (VfL Sindelfingen)                        | 7,24  |
| 1987 | 60 m    | Christian Haas (LAC Quelle Fürth)                      | 6,62  | Ulrike Sarvari (VfL Sindelfingen)                           | 7,26  |
| 1988 | 60 m    | Christian Haas (LAC Quelle Fürth)                      | 6,64  | Ulrike Sarvari (VfL Sindelfingen)                           | 7,19  |
| 1989 | 60 m    | Matthias Schlicht (OSC Berlin)                         | 6,67  | Sabine Richter (Eintracht Frankfurt)                        | 7,31  |
| 1990 | 60 m    | Dietmar Schulte (TV Wattenscheid)                      | 6,66  | Ulrike Sarvari (VfL Sindelfingen)                           | 7,32  |
| 1991 | 60 m    | Dietmar Schulte (TV Wattenscheid)                      | 6,65  | Katrin Krabbe (SC Neubrandenburg)                           | 7,06  |
| 1992 | 60 m    | Steffen Görmer (SV Halle)                              | 6,63  | Katrin Krabbe (SC Neubrandenburg)                           | 7,11  |
| 1993 | 60 m    | Matthias Schlicht (OSC Berlin)                         | 6,71  | Melanie Paschke (LG Braunschweig)                           | 7,29  |
| 1994 | 60 m    | Marc Blume (TV Wattenscheid)                           | 6,65  | Melanie Paschke (LG Braunschweig)                           | 7,17  |
| 1995 | 60 m    | Marc Blume (TV Wattenscheid)                           | 6,61  | Melanie Paschke (LG Braunschweig)                           | 7,11  |
| 1996 | 60 m    | Marc Blume (TV Wattenscheid)                           | 6,56  | Melanie Paschke (TV Wattenscheid)                           | 7,09  |
| 1997 | 60 m    | Marc Blume (TV Wattenscheid)                           | 6,55  | Melanie Paschke (TV Wattenscheid)                           | 7,18  |
| 1998 | 60 m    | Patrick Schneider (Salamander Kornwestheim)            | 6,64  | Melanie Paschke (TV Wattenscheid)                           | 7,16  |
| 1999 | 60 m    | Patrick Schneider (Salamander Kornwestheim)            | 6,54  | Andrea Philipp (LG Olympia Dortmund)                        | 7,21  |
| 2000 | 60 m    | Tim Goebel (DJK Südwest Köln)                          | 6,60  | Andrea Philipp (LG Olympia Dortmund)                        | 7,26  |
| 2001 | 60 m    | Tim Goebel (ASV Köln)                                  | 6,58  | Sina Schielke (LG Olympia Dortmund)                         | 7,20  |
| 2002 | 60 m    | Marc Blume (TV Wattenscheid)                           | 6,59  | Melanie Paschke (TV Wattenscheid)                           | 7,20  |
| 2003 | 60 m    | Tim Goebel (TSV Bayer 04 Leverkusen)                   | 6,71  | Sina Schielke (LG Olympia Dortmund)                         | 7,19  |
| 2004 | 60 m    | Tobias Unger (LAZ Salamander Kornwestheim-Ludwigsburg) | 6,63  | Gabi Rockmeier (LG Olympia Dortmund)                        | 7,24  |
| 2005 | 60 m    | Tobias Unger (LAZ Salamander Kornwestheim-Ludwigsburg) | 6,60  | Marion Wagner (USC Mainz)                                   | 7,27  |
| 2006 | 60 m    | Ronny Ostwald (TV Wattenscheid)                        | 6,63  | Marion Wagner (USC Mainz)                                   | 7,30  |
| 2007 | 60 m    | Christian Blum (LAC Quelle)                            | 6,59  | Sina Schielke (TV Wattenscheid)                             | 7,23  |
| 2008 | 60 m    | Tobias Unger (LAZ Salamander Kornwestheim-Ludwigsburg) | 6,62  | Verena Sailer (LAC Quelle)                                  | 7,23  |
| 2009 | 60 m    | Stefan Schwab (TSV Schwarzenbek)                       | 6,59  | Verena Sailer (MTG Mannheim)                                | 7,25  |
| 2010 | 60 m    | Tobias Unger (LG Stadtwerke München)                   | 6,66  | Yasmin Kwadwo (TV Wattenscheid)                             | 7,29  |
| 2011 | 60 m    | Christian Blum (TV Wattenscheid)                       | 6,63  | Verena Sailer (MTG Mannheim)                                | 7,28  |
| 2012 | 60 m    | Christian Blum (TV Wattenscheid)                       | 6,62  | Verena Sailer (MTG Mannheim)                                | 7,15  |
| 2013 | 60 m    | Julian Reus (TV Wattenscheid)                          | 6,56  | Verena Sailer (MTG Mannheim)                                | 7,18  |
| 2014 | 60 m    | Christian Blum (TV Wattenscheid)                       | 6,61  | Verena Sailer (MTG Mannheim)                                | 7,14  |
| 2015 | 60 m    | Christian Blum (TV Wattenscheid)                       | 6,57  | Verena Sailer (MTG Mannheim)                                | 7,12  |
| 2016 | 60 m    | Julian Reus (TV Wattenscheid)                          | 6,52  | Tatjana Pinto (LC Paderborn)                                | 7,07  |
| 2017 | 60 m    | Michael Bryan (TSG 1862 Weinheim)                      | 6,67  | Gina Lückenkemper (LG Olympia Dortmund)                     | 7,14  |
| 2018 | 60 m    | Julian Reus (Erfurter LAC)                             | 6,61  | Tatjana Pinto (LC Paderborn)                                | 7,06  |
| 2019 | 60 m    | Kevin Kranz (Sprintteam Wetzlar)                       | 6,59  | Lisa-Marie Kwayie (Neuköllner Sportfreunde)                 | 7,19  |
| 2020 | 60 m    | Deniz Almas (VfL Wolfsburg)                            | 6,60  | Lisa-Marie Kwayie (Neuköllner Sportfreunde)                 | 7,21  |
| 2021 | 60 m    | Kevin Kranz (Sprintteam Wetzlar)                       | 6,52  | Amelie-Sophie Lederer (LG Stadtwerke München)               | 7,12  |

## Meisterschaften der DDR (DVfL)
| Jahr | Strecke | Herren                                     | T [s] | Damen                                          | T [s] |
| ---- | ------- | ------------------------------------------ | ----- | ---------------------------------------------- | ----- |
| 1964 | 50 m    | Günter Gollos (ASK Vorwärts Potsdam)       | 5,6   | Heilwig Winkler (SC Motor Jena)                | 6,3   |
| 1965 | 50 m    | Günter Gollos (ASK Vorwärts Potsdam)       | 5,8   | Heilwig Jacob, geb. Winkler (SC Motor Jena)    | 6,6   |
| 1966 | 50 m    | Harald Eggers (SC Leipzig)                 | 5,6   | Ingrid Tiedtke (SC Dynamo Berlin)              | 6,3   |
| 1967 | 55 m    | Günter Gollos (ASK Vorwärts Potsdam)       | 6,1   | Renate Heldt (TSC Berlin)                      | 6,8   |
| 1968 | 55 m    | Günter Gollos (ASK Vorwärts Potsdam)       | 6,1   | Ingrid Tiedtke (SC Dynamo Berlin)              | 6,8   |
| 1969 | 55 m    | Günter Gollos (ASK Vorwärts Potsdam)       | 6,1   | Gisela Sawatzki (SC Dynamo Berlin)             | 7,0   |
| 1970 | 55 m    | Hermann Burde (ASK Vorwärts Potsdam)       | 6,2   | Renate Meißner (SC Motor Jena)                 | 6,6   |
| 1971 | 50 m    | Manfred Kokot (SC Leipzig)                 | 5,6   | Renate Stecher, geb. Meißner (SC Motor Jena)   | 6,0   |
| 1972 | 50 m    | Hans-Joachim Zenk (ASK Vorwärts Potsdam)   | 5,6   | Renate Stecher, geb. Meißner (SC Motor Jena)   | 6,2   |
| 1973 | 60 m    | Manfred Kokot (SC Leipzig)                 | 6,62  | Doris Selmigkeit (SC Neubrandenburg)           | 7,38  |
| 1974 | 50 m    | Manfred Kokot (SC DHfK Leipzig)            | 5,83  | Renate Stecher, geb. Meißner (SC Motor Jena)   | 6,25  |
| 1975 | 60 m    | Alexander Thieme (SC Karl-Marx-Stadt)      | 6,70  | Monika Meyer (SC Neubrandenburg)               | 7,29  |
| 1976 | 50 m    | Klaus-Dieter Kurrat (ASK Vorwärts Potsdam) | 5,78  | Christina Brehmer (SC Dynamo Berlin)           | 6,30  |
| 1977 | 50 m    | Klaus-Dieter Kurrat (ASK Vorwärts Potsdam) | 5,74  | Marlies Oelsner (SC Motor Jena)                | 6,24  |
| 1978 | 60 m    | Eugen Ray (SC Chemie Halle)                | 6,69  | Marlies Oelsner (SC Motor Jena)                | 7,17  |
| 1979 | 60 m    | Klaus-Dieter Kurrat (ASK Vorwärts Potsdam) | 6,65  | Marita Koch (SC Empor Rostock)                 | 7,16  |
| 1980 | 60 m    | Frank Emmelmann (SC Magdeburg)             | 6,66  | Marlies Göhr, geb. Oelsner (SC Motor Jena)     | 7,10  |
| 1981 | 60 m    | Sören Schlegel (SC Karl-Marx-Stadt)        | 6,72  | Marita Koch (SC Empor Rostock)                 | 7,10  |
| 1982 | 60 m    | Thomas Schröder (SC Neubrandenburg)        | 6,67  | Marlies Göhr, geb. Oelsner (SC Motor Jena)     | 7,18  |
| 1983 | 60 m    | Karsten Schuldt (SC Karl-Marx-Stadt)       | 6,73  | Marlies Göhr, geb. Oelsner (SC Motor Jena)     | 7,09  |
| 1984 | 60 m    | Frank Emmelmann (SC Magdeburg)             | 6,63  | Ingrid Auerswald (SC Motor Jena)               | 7,12  |
| 1985 | 60 m    | Steffen Bringmann (SC DHfK Leipzig)        | 6,65  | Marita Koch (SC Empor Rostock)                 | 7,04  |
| 1986 | 60 m    | Steffen Bringmann (SC DHfK Leipzig)        | 6,62  | Marlies Göhr, geb. Oelsner (SC Motor Jena)     | 7,09  |
| 1987 | 60 m    | Steffen Bringmann (SC DHfK Leipzig)        | 6,64  | Marlies Göhr, geb. Oelsner (SC Motor Jena)     | 7,11  |
| 1988 | 60 m    | Sven Matthes (SC Dynamo Berlin)            | 6,66  | Silke Möller, geb. Gladisch (SC Empor Rostock) | 7,07  |
| 1989 | 60 m    | Steffen Görmer (SC Chemie Halle)           | 6,77  | Kerstin Behrendt (SC DHfK Leipzig)             | 7,20  |
| 1990 | 60 m    | Steffen Görmer (SC Chemie Halle)           | 6,74  | Kerstin Behrendt (SC DHfK Leipzig)             | 7,27  |